# Хиносима
Хиносима (яп. 樋島 Хиносима) — остров на юге Японии, в архипелаге Амакуса, расположенный в префектуре Кумамото. Его площадь составляет 3,46 км². Население — 1140 человек (2015).
Высочайшая точка — 232,8 м. Длина береговой линии составляет 12,2 км.
В эпоху Эдо остров относился к землям сёгуната, в то время построен храм Кандзё-дзи (観乗寺).
Остров лежит на юго-западе префектуры, территориально относится к городу Камиамакуса.
Южная оконечность острова — мыс Таку.
На северо-западе связан мостом Хиносима-охаси (яп. 樋島大橋) через остров Кугусима с островом Камисима.